# Punch (ca sĩ)
Đây là một tên người Triều Tiên, họ là Bae.
Bae Ji-young (sinh 19 tháng 2, 1993), nghệ danh Punch, là một ca sĩ người Hàn Quốc. Cô được biết đến với những ca khúc nhạc phim của một vài bộ phim truyền hình, như "Sleepless Night" của Chỉ có thể là yêu (2014), "Everytime" của Descenedants of the Sun (2016) và "Stay with Me" của Goblin (2016).

## Đĩa nhạc

### Ca khúc
| Tên                                                                                   | Năm     | Vị trí cao nhất trên BXH | Vị trí cao nhất trên BXH | Vị trí cao nhất trên BXH | Số đĩa bán được   | Album                                  |
| Tên                                                                                   | Năm     | KOR Gaon                 | MAL                      | US World                 | Số đĩa bán được   | Album                                  |
| Hợp tác                                                                               | Hợp tác | Hợp tác                  | Hợp tác                  | Hợp tác                  | Hợp tác           | Hợp tác                                |
| ------------------------------------------------------------------------------------- | ------- | ------------------------ | ------------------------ | ------------------------ | ----------------- | -------------------------------------- |
| "Hurts" (cùng với The One)                                                            | 2014    | 28                       | —                        | —                        | - KOR: 96,114     | Đĩa đơn không nằm trong album          |
| "Drink with Me Now" (cùng với Kim Bo-kyung)                                           | 2014    | 32                       | —                        | —                        | - KOR: 190,292    | Đĩa đơn không nằm trong album          |
| "How Are You" (cùng với Yoon Mi-rae)                                                  | 2016    | 16                       | —                        | —                        | - KOR: 137,534    | Đĩa đơn không nằm trong album          |
| Nhạc phim                                                                             |         |                          |                          |                          |                   |                                        |
| "Sleepless Night" (Crush feat. Punch)                                                 | 2014    | 4                        | —                        | —                        | - KOR: 608,669    | It's Okay, That's Love OST             |
| "First Love" (Tiger JK feat. Punch)                                                   | 2014    | 63                       | —                        | —                        | - KOR: 55,364     | Pinocchio OST                          |
| "Fly with the Wind (Baechigi feat. Punch)                                             | 2015    | 29                       | —                        | —                        | - KOR: 235,525    | Who Are You: School 2015 OST           |
| "Everytime" (cùng với Chen)                                                           | 2016    | 1                        | —                        | —                        | - KOR: 1,241,255  | Descendants of the Sun OST             |
| "Say Yes" (cùng với Loco)                                                             | 2016    | 15                       | —                        | —                        | - KOR: 274,375    | Moon Lovers: Scarlet Heart Ryeo OST    |
| "Stay with Me" (cùng với Chanyeol)                                                    | 2016    | 3                        | 12                       | 3                        | - KOR: 1,218,421+ | Guardian: The Lonely and Great God OST |
| "When My Loneliness Calls You"                                                        | 2017    | —                        | —                        | —                        | —                 | Missing 9 OST S.M. Station Season 1    |
| " Another Day (cùng với Monday Kiz) "                                                 | 2019    |                          |                          |                          |                   | Hotel del luna OST                     |
| "Go away go away" (cùng với Park Chanyeol)                                            | 2020    |                          |                          |                          |                   | Người thầy y đức 2 OST                 |
| "—" tức không xuất hiện trên bảng xếp hạng đó hoặc không được phát hành ở khu vực đó. |         |                          |                          |                          |                   |                                        |

## Giải thưởng và đề cử
| Năm  | Giải thưởng            | Hạng mục                         | Ca khúc được đề cử | Kết quả |
| ---- | ---------------------- | -------------------------------- | ------------------ | ------- |
| 2017 | Giải Soompi lần thứ 12 | Nhạc phim hay nhất cùng với Chen | Everytime          | Đề cử   |